# نبيل عبده شمسان
 نبيل عبده شمسان القدسي (مواليد 1962 في الشمايتين محافظة تعز) سياسي يمني. شغل منصب وزير الخدمة المدنية والتأمينات سابقا في حكومة باسندوة في الفترة  7 ديسمبر 2011 حتى نوفمبر 2014. يشغل حاليا منصب محافظ محافظة تعز منذ 31 ديسمبر 2018.

## المؤهلات العلمية
- ماجستير تنفيذي في الإدارة العامة من مركز تطوير الإدارة العامة بجامعة صنعاء 2010م.

ماجستير في مجال تخطيط القوى العاملة من الولايات المتحدة الأمريكية 1990م.
بكالوريوس تجارة تخصص محاسبة من جامعة صنعاء 1987م.

## المناصب التي تقلدها
1. نائب وزير الخدمة المدنية والتأمينات.
2. وكيل وزارة الخدمة المدنية والتأمينات لقطاع إدارة شئون الأفراد.
3. مدير عام مشروع تحديث الخدمة المدنية.
4. رئيس الوحدة الفنية الرئيسية لتنفيذ الإستراتيجية الوطنية للأجور والمرتبات.
5. رئيس اللجنة الفنية لتطبيق نظام البطاقة الوظيفية باستخدام نظام البصمة والصورة البيولوجي.
6. مدير عام البرنامج الفرعي لتحسين الكفاءة الإدارية.
7. مدير عام مشروع المسح والتعداد الوظيفي والسجل العام.
8. مدير عام الإحصاء والمعلومات.
9. مدير إدارة تحليل المعلومات.
10. رئيس قسم المعلومات.

باحث في مجال القوى العاملة.